# Agama lionotus
Agame des colons
Espèce
Synonymes
- Agama agama lionotus Boulenger 1896
- Agama lionatus var. dodomae Loveridge 1923
- Agama elgonis Lönnberg 1922
- Agama lionotus usambarae Barbour & Loveridge 1928
- Agama agama ufipae Loveridge 1932

Statut de conservation UICN

 LC  : Préoccupation mineure
Agama lionotus, l'agame des colons, est une espèce de sauriens de la famille des Agamidae.

## Répartition
Cette espèce se rencontre en Tanzanie, en  Ouganda, au Kenya et en Éthiopie.

## Liste des sous-espèces
Selon The Reptile Database (28 mars 2012) :
- Agama lionotus dodomae Loveridge, 1923
- Agama lionotus elgonis Lönnberg, 1922
- Agama lionotus lionotus Boulenger, 1896
- Agama lionotus ufipae Loveridge, 1932

## Publications originales
- Boulenger, 1896 : Second Report on the Reptiles and Batrachians collected by Dr. A. Donaldson Smith during his Expedition to Lake Rudolf. Proceedings of the Zoological Society of London, vol. 1896, p. 212-217 (texte intégral).
- Lönnberg, 1922 : Sammlungen der schwedischen Elgon-Expedition im Jahre 1920. Arkiv för Zoologi, vol. 14, no 12, p. 1-8 (texte intégral).
- Loveridge, 1923 : Notes on East African lizards collected 1920-1923 with the description of two new races of Agama lionotus Blgr. Proceedings of the Zoological Society of London, vol. 1923, p. 935-969 (texte intégral).
- Loveridge, 1932 : New Reptiles and Amphibians from Tanganyika Territory and Kenya Colony. Bulletin of the Museum of Comparative Zoology, vol. 72, p. 374-387 (texte intégral).